# جوديفان
جوديفان (بالبرتغالية: Judivan‏) (21 مايو 1995 في البرازيل - ) هو لاعب كرة قدم برازيلي في مركز الوسط. شارك مع منتخب البرازيل تحت 20 سنة لكرة القدم. أما مع النوادي، فقد لعب مع نادي كروزيرو.

## وصلات خارجية
- جوديفان على موقع الاتحاد الدولي (مؤرشف)  (الإنجليزية)
- جوديفان على موقع قاعدة بيانات كرة القدم.إي يو (الإنجليزية)
- جوديفان على موقع Soccerway.com (الإنجليزية)
- جوديفان على موقع عالم كرة القدم.نت (الإنجليزية)
- جوديفان على موقع AS.com (الإسبانية)